# Cikaum Timur
Cikaum Timur is een bestuurslaag in het regentschap Subang van de provincie West-Java, Indonesië. Cikaum Timur telt 2938 inwoners (volkstelling 2010).